# Charlotte Sophie Müller
Charlotte Sophie Müller (28. juni 1764 i København – 11. februar 1810 sammesteds) var en dansk tegner.
Hendes forældre var stempelpapirforvalter, senere konferensråd Friederich (Fritz) Adam Müller (1725-1795) og Martha Sophie Garboe. Hun har som ganske ung udført en portrættegning, der blev stukket af J.F. Clemens, og som forestillede kunstnerindens morfader, provst Rasmus Garboe (død 1784). Hun var ugift og er begravet på Assistens Kirkegård.